# Kabaret Widelec
Kabaret Widelec – kabaret z Białegostoku, utworzony w 1993 i reaktywowany w 1997.
Obecnie w Widelcu występują: Jacek Janowicz, Jarosław Jatel, Adam Neczyperowicz, Barbara Maj, obsługa techniczna – Viktoria Maria Brzezińska.

## Twórczość
Kabaret Widelec ma w swoim dorobku następujące skecze:
- "O wszystkim po trochu" – 1997
- "Szpadlem w plecy" – 1998
- "Tam, gdzie brony zawracają" – 1999
- "Ale Meksyk" – 1999/2000
- "Halo Sydney" – 2000
- "Wesoła nowina" – 2001
- "Spisek powszechny 2002" – 2002
- "Humor na wesoło" – 2003

## Nagrody[1]
Grand  Prix:
- Lidzbarskie Wieczory Humoru i Satyry – 2003
- Festiwal Piosenki Kabaretowej OSPA – 2001 w Ostrołęce

Złota  Szpilka:
- Lidzbarskie Wieczory Humoru i Satyry – 2003
- Lidzbarskie Wieczory Humoru i Satyryk – 2000

Nagroda  główna:
- Lidzbarskie Wieczory Humoru i Satyry – 2001

Nagroda  Publiczności:
- Lidzbarskie Wieczory Humoru i Satyry – 2003
- OSPA – 1997 i 2001 w Ostrołęce
- Gdańsk – 1998, 2000 i 2002
- Mulatka – Ełk -1999
- PrzeWAŁka – Wałbrzych -2002

I  nagroda:
- Lidzbarskie Wieczory Humoru i Satyry – 2004
- Lidzbarskie Wieczory Humoru i Satyry – 2000
- Mulatka – Ełk – 2001
- Gdańsk – 2001
- Kraków – PaKA – 2008

II  nagroda:
- Mól Latka – Gołdap – 1999
- Gdańsk – 1999

III  nagroda:
- Kraków – PaKA – 1999[2]
- Mulatka – Ełk – 1999
- Festiwal Sztuki Estradowej – Warszawa – 2002